# MCL1

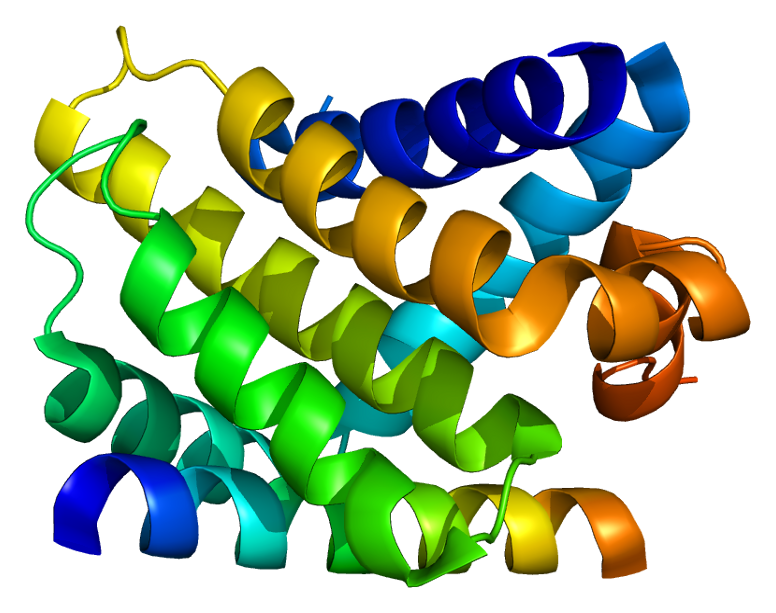
La proteina MCL1

La proteina indotta dalla differenziazione delle cellule di leucemia mieloide Mcl-1 è una proteina che nell'uomo è codificata dal gene MCL1.

## Meccanismo di azione
La proteina codificata da questo gene appartiene alla famiglia Bcl-2. In questo locus si verifica uno splicing alternativo e sono state identificate due varianti di trascrizione che codificano isoforme distinte. Il prodotto genico più lungo (isoforma 1) migliora la sopravvivenza cellulare inibendo l'apoptosi, mentre il prodotto genico più corto (isoforma 2) favorisce l'apoptosi e induce la morte. La proteina MCL1 ha un'emivita biologica molto breve, di soli 20-30 minuti.
La perdita di MCL1 ha un impatto più importante rispetto alla perdita di qualsiasi altro membro antiapoptotico della famiglia Bcl-2. La perdita del gene Mcl-1 provoca la morte dell'embrione quando questo ha solo circa 3,5 giorni, prima ancora che si sia impiantato. La delezione condizionale di Mcl-1 impoverisce un'ampia varietà di cellule, tra cui le cellule staminali ematopoietiche, i progenitori impegnati nelle cellule B, i progenitori impegnati nelle cellule T, le plasmacellule secernenti anticorpi, le cellule del muscolo cardiaco e i neuroni. La delezione di Mcl-1 negli epatociti causa apoptosi e poliploidizzazione aberrante, ma migliora la rigenerazione del fegato dopo l'intervento chirurgico. MCL1 agisce in sinergia con p53 nella protezione del fegato da lesioni, fibrosi e cancro.
MCL1 ha anche un ruolo nella produzione di energia della cellula, agendo nello spazio intermitocondriale.

## Significato clinico
Sia l'omacetaxina mepesuccinato (un farmaco approvato per il trattamento della leucemia mieloide cronica) che il seliciclib (attualmente in fase di sperimentazione come potenziale trattamento del mieloma multiplo) agiscono in parte inibendo la sintesi di Mcl-1.
L'MCL1 è stato identificato come fattore di resistenza al venetoclax, un inibitore del BCL-2, nelle cellule del linfoma. Pertanto, nuove strategie di combinazione degli inibitori del BCL-2 e dell'MCL1 sono attualmente in fase di sperimentazione clinica per diversi tipi di tumore.
L'inibizione della MLC1 nei topi protegge le cellule staminali dei follicoli nella fase in cui si riattivano per produrre nuovi capelli. Senza MCL-1, queste cellule non sopravvivono allo stress che accompagna l’inizio della crescita, e i follicoli non mantengono la capacità di rigenerarsi dopo la perdita del capello.

## Interazioni
L'MCL1 interagisce con le seguenti sostanze:
- BAK1,[12][13][14][15]
- BCL2L11, commonly called BIM,[15][16][17][18]
- BID,[14][16]
- BAD,[16][19]
- DAD1,[20]
- PMAIP1, commonly called NOXA,[13][16][21]
- PCNA,[22]
- PUMA,[23]
- TCTP[24]  and
- TNKS[25]